# Yūko Kakazu
Yūko Kakazu (嘉 数 悠子Kakazu Yūko) es una astrónoma japonesa. Su especialidad es la formación y evolución de galaxias. Es la Especialista de Divulgación Pública para el telescopio Subaru en el Observatorio NAOJ de Hawái.

## Vida temprana y educación
Yūko Kakazu nació y creció en Okinawa, Japón. Su participación en un Campamento Espacial patrocinado por la NASA la inspiró para seguir una carrera relacionada con el espacio. Después de graduarse en el Okinawa Shogaku High School, comenzó sus estudios en la Escuela de Grado de Ciencias y en la Facultad de Ciencias de la Universidad de Tohoku. Aunque inicialmente estaba en el Departamento de Química, se trasladó al Departamento de Física. Después de graduarse en la Universidad de Tohoku, obtuvo su máster y su Doctorado en Astronomía en la Universidad de Hawái en Mānoa.

## Carrera e investigación
Ha ocupado cargos de investigación en astronomía en el Institut d'astrophysique de Paris (a partir de 2008), el Instituto de Tecnología de California (a partir de 2010) y la Universidad de Chicago (a partir de 2011).  Comenzó su puesto actual en el Observatorio NAOJ de Hawái y el telescopio Subaru en septiembre de 2013. Su investigación se centra en la formación y la evolución de las galaxias, que son componentes fundamentales de nuestro universo.